# 棚木恒寿
棚木 恒寿（たなき こうじゅ、1974年5月25日 - ）は、歌人。

## 経歴
香川県に生まれる。立命館大学理工学部卒業。
高校の部活の顧問だった玉井清弘の影響で高校生時代から作歌を始め、1990年、玉井の所属する音短歌会に入会、1997年、第14回「音」短歌賞を受賞。大学在学中に京都大学短歌会に参加。大学卒業後は滋賀県の高校にて数学教諭を務める。2007年、歌集『天の腕』で第15回ながらみ書房出版賞、第51回現代歌人協会賞をそれぞれ受賞。2012年1月から12月まで、砂子屋書房のサイトで「一首鑑賞＊日々のクオリア」を連載。
「教師として生徒たちの若さと青春に自分が失ったものを見る一方で、壮年や老熟への憧れも強くみられる」のが作品の特徴であり、「現実の苦味と必死で闘っていこうとする姿勢が、身体性を強く希求する作風にあらわれている」。

## 著書
- 歌集『天の腕』 ながらみ書房（音叢書）、2006年 ISBN 978-4860234416